# Vojislav Marinković
Vojislav Marinković (Beograd, 13. svibnja 1876. – Beograd, 18. rujna 1935.), srpski ekonomist i političar. Doktorat prava iz oblasti ekonomije stekao je u Parizu. Više puta ministar u vladama Kraljevine Srbije i Kraljevine SHS, i to u resorima narodne privrede, trgovine, unutarnjih poslova i najdulje vanjskih poslova. Jedan od osnivača Demokratske stranke. Predsjednik Vlade Kraljevine Jugoslavije od 4. travnja do 6. srpnja 1932.